# Paris de Troia

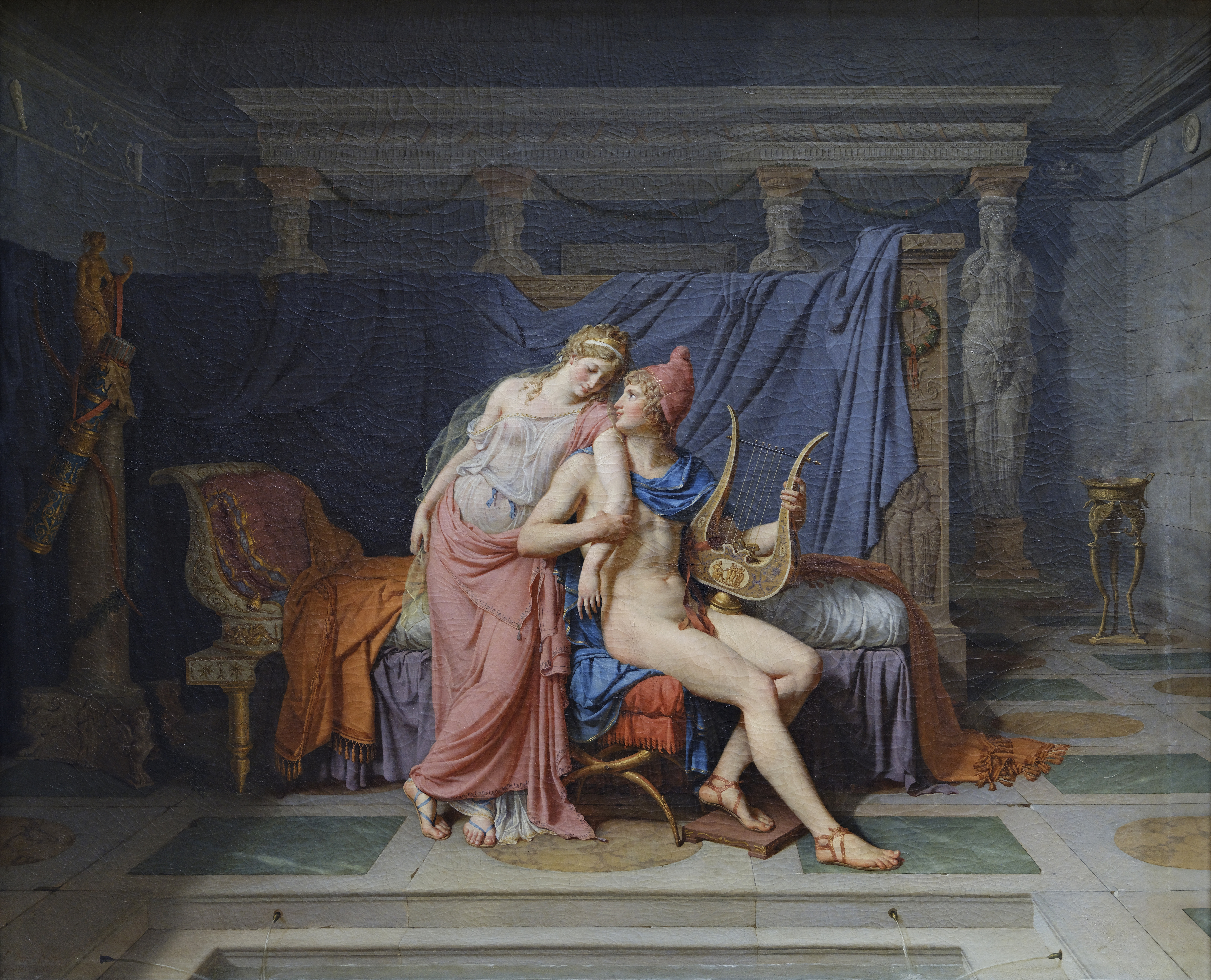
Helena i Paris segons una visió neoclàssica de Jacques-Louis David

Segons la mitologia grega, Paris (en grec antic Πάρις) també anomenat Alexandre (Ἀλέξανδρος, Aléxandros), va ser un príncep de la Tròade que provocà la guerra de Troia en segrestar (o conquistar, segons les versions) la princesa espartana Helena, esposa de Menelau. Aquest, indignat, dirigí una expedició contra Troia per tal de recuperar la seva dona.

## Naixement
La reina de la ciutat de Troia Hècuba estava embarassada. Una nit somià que donava a llum el nin que esperava i que aquest era una torxa que incendiava la ciutat de Troia. Príam, el rei de Troia, va consultar el seu fill Èsac (que havia tingut amb una altra dona, i que tenia dots d'endeví) i aquest el respongué que el fill que tindrien seria la perdició de Troia, i que el fes desaparèixer quan nasqués. Però el rei Príam no va tenir valor per matar-lo i ordenà a un pastor que ho fes en el seu lloc. Aquest, per contra, el va abandonar al mont Ida i va portar la llengua d'un animal per no fer enfadar el rei. Al cap d'uns dies, el pastor tornà al lloc i veié el nin encara viu, es penedí d'haver-lo abandonat i l'adoptà com a fill seu. Li va posar el nom d'Alexandre, que vol dir "l'home que protegeix" o "l'home protegit", perquè no havia mort a la muntanya sinó que havia estat "protegit", ja que va ser salvat. Una variant explica que Paris, quan s'anava fent gran, ajudava els pastors i "protegia" els ramats a la muntanya, i d'aquí el nom d'Alexandre. Una altra tradició explica que Príam, confós per l'oracle, va fer matar Munip, fill de la seva germana Cil·la, en lloc del seu fill Paris, creient que era el que indicava la profecia.

## Infància i adolescència

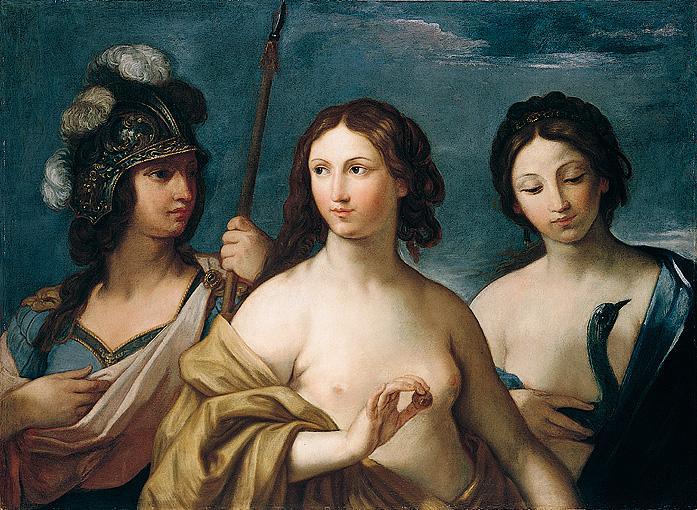
Judici de Paris

Cresqué robust, formós i intel·ligent, i s'enamorà d'una nimfa, anomenada Enone, amb qui es casà i amb qui va tenir un nin, que es digué Còrit.
Al cap d'un temps, s'esdevingué l'anomenat juí o judici de Paris, en el qual hagué de decidir sobre la bellesa de tres deesses: Hera, Atena i Afrodita. A l'Olimp, Eris, la Discòrdia, l'única deessa no convidada a les noces de Peleu i Tetis, prometé de donar una poma d'or a la dea més bella, però ningú no s'atrevia a adjudicar aquest títol a cap de les aspirants. Per aquest motiu, Zeus decidí que fos Paris, príncep de Troia, qui triés quina havia de ser l'elegida. Hermes, el missatger dels déus, presentà les tres dees a Paris i li proposà el dilema. Per subornar-lo, Hera li oferí de ser un governant poderós; Atena li prometé fama militar, i Afrodita que aconseguiria la dona més bella de la terra: Helena, filla adoptiva de Tindàreu i esposa de Menelau, que vivia a Esparta. El jove Paris elegí Afrodita, que alhora es convertí en protectora seva, i les altres dues deïtats juraren venjança. La seva decisió acabaria desencadenant, sense ell sospitar-ho, la guerra de Troia.

## Paris a Troia
Paris va tornar a Troia per una determinada circumstància. Els servents de Príam van anar a buscar un toro als ramats que guardava Paris, un en particular pel qual Paris tenia un afecte especial. Va saber que aquell animal seria el premi dels Jocs Fúnebres que es van instituir en memòria del fill de Príam, que es creia que havia mort de petit, i que era ell mateix. Paris va seguir els servents i decidit a recuperar l'animal, va participar en tots els jocs. Va aconseguir les victòries guanyant els seus germans, que no sabien qui era. Irritat, Deífob, un dels seus germans, el va voler matar, però Paris es va amagar al costat de l'altar de Zeus. Cassandra, la seva germana profetessa, el va reconèixer i Príam el va acollir, content de recuperar el fill que creia mort. Paris recobrà la seva família real, tot abandonant la seva esposa Enone i el seu fill Còrit al Mont Ida.
Per aquells dies, el rei d'Esparta Menelau feu una visita amistosa a Troia i convidà Príam a visitar la seva ciutat. El rei hi envià en lloc seu Paris. En aquest viatge, segons una tradició, l'acompanyà Eneas, cosa que li hauria ordenat Afrodita. Helen i Cassandra van predir el final de l'aventura, però ningú no els va fer cas. Quan Paris i Eneas van arribar a Esparta en una gran nau van ser rebuts pels Dioscurs, germans d'Helena, que els van portar davant de Menelau. Aquest els va acollir amb hospitalitat i els va presentar Helena. Però Menelau va marxar a Creta, als funerals de Catreu, el seu avi, i va confiar Helena als seus hostes, i ordenà que els deixessin quedar a Esparta el temps que volguessin. Però Paris va enamorar Helena amb regals i la influència d'Afrodita, que augmentava la seva bellesa davant Helena. La noia va reunir tots els tresors que va poder i es va escapar amb Paris, i va abandonar la seva filla Hermione, que llavors tenia nou anys, i s'escapà amb Paris durant la nit.
Durant el retorn, es van amagar de Menelau durant uns mesos a Xipre. Des d'allí, Paris va participar en l'expedició de saqueig contra Sidó a Palestina. En arribar a Troia, Príam acceptà Helena i acollí content la parella, a pesar de les profecies de Cassandra i Helen, fills seus i germans de Paris, que escamparen el temor de la destrucció de la ciutat entre tots els habitants.
Menelau va ser advertit per Iris del segrest d'Helena i va tornar a Esparta, on convocà tots els cabdills que havien prestat jurament davant Tindàreu i va marxar amb els aqueus a fer la guerra a Troia. Durant la guerra de Troia, Paris no va fer gaire bon paper. Quan s'inicia la Ilíada, grecs i troians s'havien posat d'acord per solucionar el conflicte amb una lluita entre Paris i Menelau. Paris va ser vençut però es salvà per la intervenció d'Afrodita, que el va amagar dins d'un núvol espès. Poc després va recomençar la guerra entre grecs i troians. Més endavant, Paris continuava absent de la lluita, i Hèctor el va anar a buscar d'entre els braços d'Helena i li va ordenar que participés en la batalla. Paris ho va fer, i va matar Menesti i ferir Diomedes, Macàon i Eurípil, participant en l'assalt al camp fortificat dels grecs. Va matar Euquènor i després Deíoc. La Ilíada presenta de vegades Paris vestint una armadura pesant, amb cuirassa, escut, llança i espasa, però més sovint el considera arquer, i amb les seves fletxes va matar alguns herois, entre ells Aquil·les. La mort d'aquest heroi és l'últim episodi de la llegenda de Paris, abans de la seva pròpia mort, que havia estat predita per Hèctor quan aquest agonitzava. Després que Aquil·les hagués mort Mèmnon, va forçar els troians a recular fins a les muralles de la ciutat, i Paris el va aturar disparant-li una fletxa al taló, l'únic punt vulnerable del seu cos. La fletxa va ser guiada per Apol·lo. Una altra versió deia que no va ser Paris, sinó Apol·lo mateix qui va disparar, adoptant la figura de Paris.

## Mort de Paris
El poeta Quint Esmirneu a la seva obra Posthomèriques (al Llibre X, pàgs 259-489) relata com en el novè any de la guerra de Troia el príncep Paris va ser ferit per una fletxa emmetzinada que li llençà Filoctetes. Paris va ser tret del camp de batalla i portat davant d'Enone, que tenia coneixements de medicina, tot pregant-li que li salvés la vida amb alguna planta medicinal per contrarrestar l'efecte del verí de les fletxes de Filoctetes, però aquesta, enutjada per l'abandonament d'uns anys abans, en un principi va negar-li l'ajuda, i més tard, quan va voler ajudar-lo, ja era massa tard. Aleshores Paris tornà al costat d'Helena, que, encara enamorada, intentà curar-lo; malgrat això morí en pocs dies. Fou enterrat a Troia amb Enone, que se suïcidà de tristesa al cap de poc temps.